# Bang Na

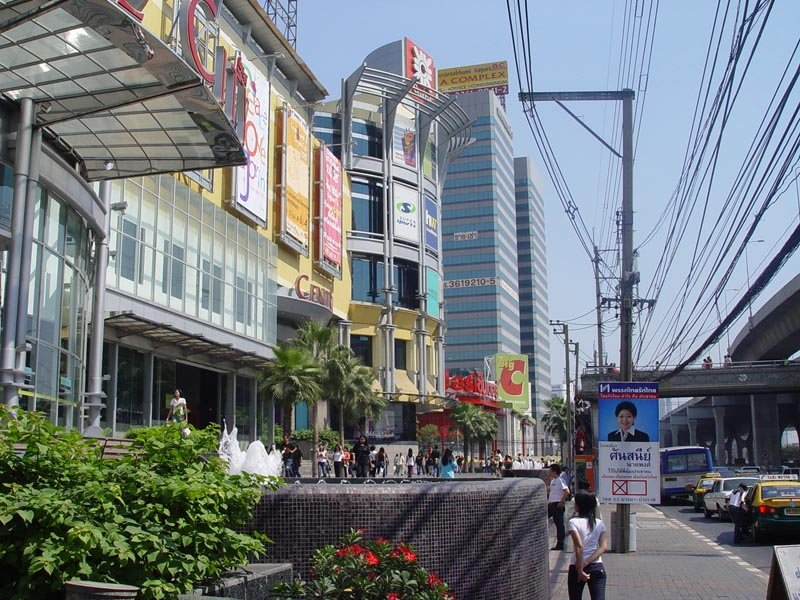
Bang Na

Bang Na (tiếng Thái: บางนา, phát âm [bāːŋ nāː]) là một trong 50 quận của Bangkok, Thái Lan. Các quận giáp ranh (từ phía bắc theo chiều kim đồng hồ): Phra Khanong và Prawet của Bangkok, huyện Bang Phli, Amphoe Mueang, và huyện Phra Pradaeng của tỉnh Samut Prakan.

## Hành chính

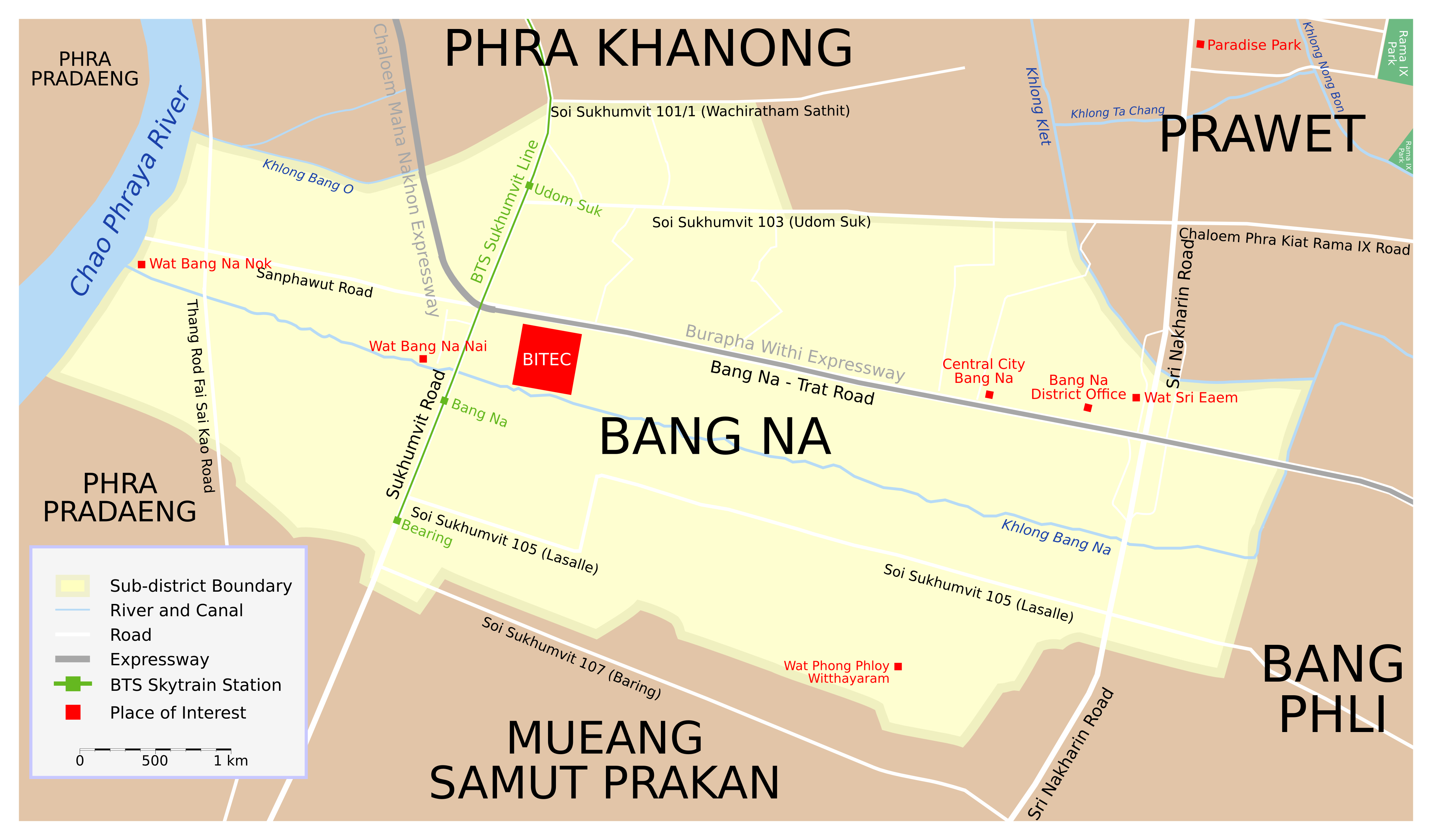
Bản đồ

Quận này gồm 2 phó quận (Khwaeng).
| 1. | Bang Na Nuea | บางนาเหนือ |
| 2. | Bang Na Tai  | บางนาใต้   |

## Vận chuyển
Tuyến Sukhumvit thuộc BTS Skytrain sẽ chạy qua khu vực này dọc theo Đường Sukhumvit. Đoạn mở rộng được kéo dài đến Bang Na, đó là một trong những đường cao tốc lớn nhất thế giới mở cửa vào tháng 8 năm 2011 với ba nhà ga: Udom Suk, Bang Na, và Bearing. Ga Bang Na cách BITEC khoảng 500m.
MRT Tuyến Vàng đi qua quận này dọc theo đường Srinagarindra. Bao gồm ga Si Iam và  Si La Salle.
Đường Sukhumvit và Đường cao tốc Bang Na-Trat là hai tuyến cao tốc chính liên kết Băng Cốc với Miền Đông Thái Lan. Phía trên cao tốc Bang Na-Trat là Đường cao tốc Burapha Withi dài 55 km đi đến tỉnh Chonburi. Có thể đi đến Sân bay Suvarnabhumi từ phía Nam thông qua Bang Na-Trat và Burapha Withi thay thế cho cao tốc Bangkok-Chonburi (đường mô tô) từ phía Bắc.